# Gemeentehuis van Sint-Lambrechts-Woluwe

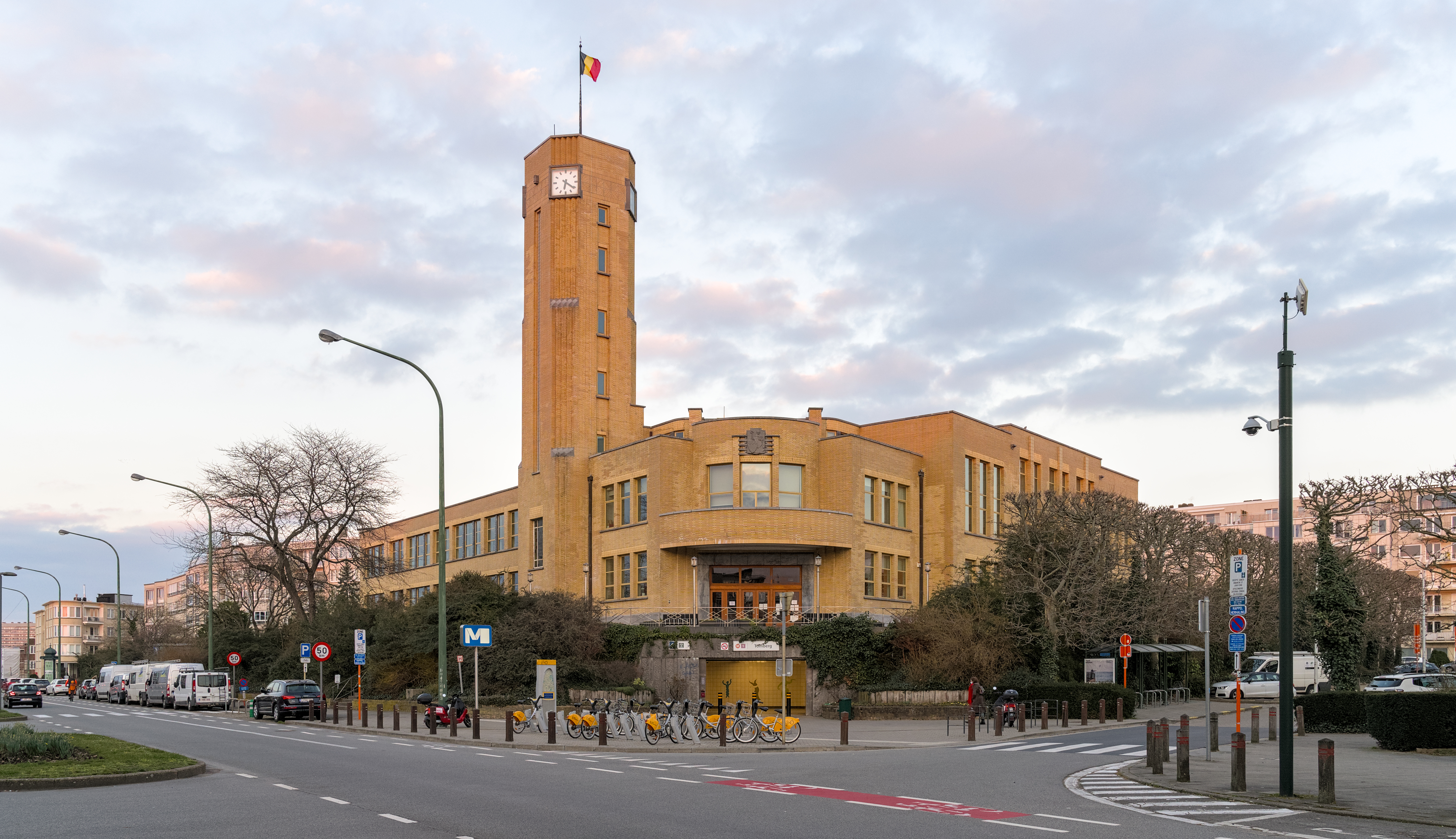
Gemeentehuis van Sint-Lambrechts-Woluwe met onder de ingang naar de metro

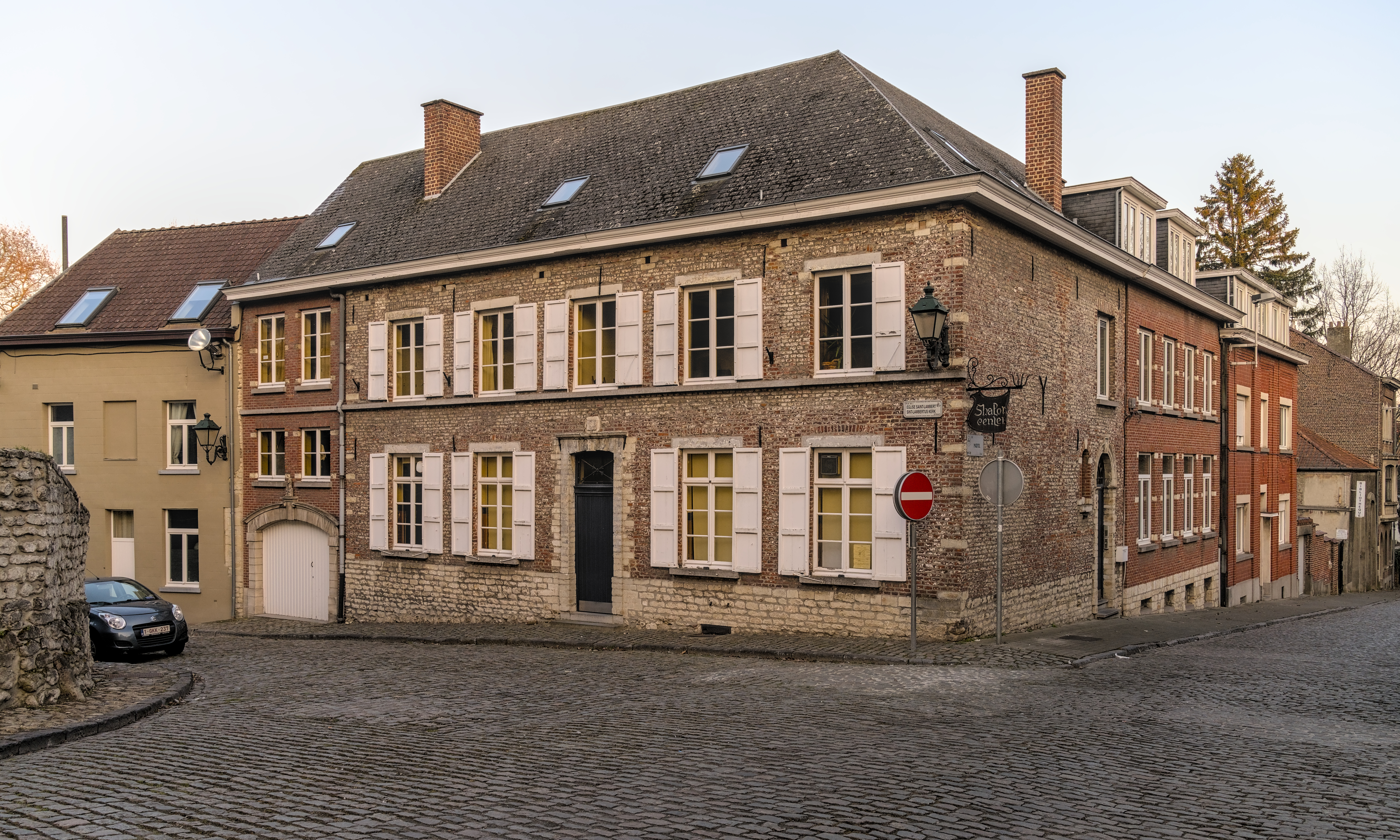
Het oude gemeentehuis (1852-1939)

Het gemeentehuis van Sint-Lambrechts-Woluwe (Frans: Hôtel communal de Woluwe-Saint-Lambert) is een gebouw in de Belgische gemeente Sint-Lambrechts-Woluwe in het Brussels Hoofdstedelijk Gewest. Het gebouw staat aan de Paul Hymanslaan 2-2a (N226) met aan de oostzijde het Tombergplein, gelegen in het zuiden van de gemeente. Op ongeveer 200 meter naar het oosten ligt de Oude Begraafplaats van Sint-Lambrechts-Woluwe. Naast het gemeentehuis ligt het metrostation Tomberg.

## Geschiedenis
In 1939 werd het gemeentehuis geopend, naar het ontwerp van architect Joseph Diongre.

## Gebouw
Het gebouw is in gele bakstenen opgetrokken en kenmerkt zich door een klokkentoren aan de westzijde van het gebouw.